# 田中光輝
田中 光輝（たなか みつてる、1971年9月27日 - 2018年8月5日）は、岐阜市出身の自転車競技（ロードレース）選手。愛称、ジョニー。

## 来歴
岐阜県立岐南工業高等学校を経て、愛三工業レーシングチームに加入。
現役時代は、1992年、バルセロナオリンピック・個人ロードレースに出場（途中棄権）。同年全日本アマチュア自転車競技選手権大会・個人ロードレースで優勝。2001年、全日本自転車競技選手権大会・個人ロードレースで2位。2003年、ツール・ド・北海道で総合3位などの成績を残した。
2006年に現役を退き、2007年より愛三レーシング監督。後に同チームのゼネラル・マネジャーとなった。
2018年8月5日に病死。満46歳没。